# Sven Cederström (1710–1781)
Sven Cederström, född 8 oktober 1710 på Lisma i Huddinge socken, Södermanland, död 30 december 1781 i Stockholm, var en svensk militär och ämbetsman.
Cederström började sin karriär som volontär vid artilleriet 1731, blev konstapel vid Stockholmsstaten 1732, furir 1732, underlöjtnant 1733 och löjtnant vid artilleriet i Finland 1734. Han förflyttades till artilleriet i Göteborg 1735 och till artilleriet i Stockholm 1738, blev kapten vid artilleriet i Finland 1741, konfirmandfullmäktig 1742, tygmästare i Finland 1747, överstelöjtnant vid artilleriet i Pommern 1753 och överste för Björneborgs regemente 1763. Han utnämndes till landshövding i Älvsborgs län 1769, fick generalmajors karaktär 1772 och avsked med pension 1775.

## Utmärkelser
- Riddare av Svärdsorden, 7 november 1748